# Municipio de Siltepec
El municipio de Siltepec (cuyo significado es "del cerro de los caracoles") fue erigido en pueblo y cabecera Municipal con el nombre de San Isidro Siltepeque, por decreto del 9 de marzo de 1887, promulgado por José María Ramírez, gobernador del estado de Chiapas. La formación del pueblo se hizo con los habitantes de la ranchería San Isidro Siltepeque, del departamento de Comitán. El 31 de enero de 1931, fueron elevadas a la categoría de agencia Municipal las aldeas La Frailesca y Santa Ana con el nombre de La Frailesca, y el 3 de febrero las rancherías  Vega del Rosario y Santo Domingo. El 13 de febrero de 1934, durante el gobierno de Victórico R. Grajales, se le modifica el nombre de Pueblo de San Isidro Siltepeque, por el de Siltepec y las agencias Municipales Santo Domingo por el de La Cascada; San Luis por el de Capitán Luis Vidal y San Angel por el de Angel Díaz.
El municipio de Siltepec Chiapas se encuentra en la región Sierra Madre de Chiapas a una altitud de 1580 m s. n. m. Por tener mucha variación de pendientes es un lugar cuenta con muchos paisajes escénicos.
La fecha precisa en que se empezó a poblar la actual cabecera municipal es incierta, aunque existe la hipótesis que antiguos pobladores de origen mam-quiché se establecieron por el rumbo conocido como “encuentro”. 
Sin embargo, tomando como base los antecedentes de la construcción de su templo católico, el dicho de personas ancianas del lugar (de más de 100 años en el año 1955) y por la tradición familiar, es de suponerse que Siltepec empezó a fundarse a principios del siglo XVIII, siendo su nombre de origen náhuatl que significa “Cerro de los caracoles” y, ya después de la llegada de los españoles, se le aplicó el nombre de San Isidro Siltepec, por ser el patrono religioso del lugar San Isidro Labrador, cuya fiesta se celebra el día 15 de mayo, siendo las principales pobladores de la cabecera municipal de origen comiteco, así como también personas provenientes del hoy territorio de Guatemala (recuérdese que el tratado de límites entre los Estados Unidos Mexicanos y la República de Guatemala se concluyó el 27 de septiembre de 1882).
Por otra parte, de los antecedentes que se encuentran en los libros de Sesiones de Ayuntamientos de aquellas épocas, que existen en el Archivo Municipal de Siltepec, y que datan desde el año de 1898, existen actas que relatan que desde antes de 1870, ya Siltepec era una congregación o ranchería de regular importancia, cuyos habitantes de ese entonces, comitecos y guatemaltecos, entre los que destacaban los señores Crescencio Reyna, Patricio Pérez, Higinio Rivera, José Rivera, Alejandro Sánchez, Pablo, Mariano y Tomás Roblero, iniciaron cesiones a partir del año 1881, para elevar el lugar a categoría de pueblo, hecho que fue decretado con fecha 9 de marzo de 1887, designado el gobierno del Estado para delinear y distribuir el fondo legal del pueblo al C. Benjamín Castellano, jefe político de Comitán, a su secretario C. Wenceslao Albores, y como agrimensor al C. Ing. Y Lic. Herlindo Duran siendo presidente municipal en esa época el Sr. José María Hidalgo.
Los presidentes más reconocidos que han tenido , con base en datos estadísticos de economía, cultura y deporte, tomados de los registros que obran en el municipio, además de encuestas a ciudadanos son: el Lic. Olivio Laparra Gramajo Y el Ing. Armando Laparra Pérez, padre e hijo respectivamente, los cuales son considerados por haber conseguido las obras más grandes con las que cuenta el municipio actualmente.

## Demografía
En el censo de 2020 el municipio de Siltepec contaba con 103 localidades.
| Código INEGI      | Localidad         | Población (2020) |
| ----------------- | ----------------- | ---------------- |
| 070800001         | Siltepec          | 3 645            |
| 070800023         | El Palmar Grande  | 1 466            |
| 070800034         | Vega del Rosario  | 1 152            |
| 070800005         | Santo Domingo     | 1 003            |
| Otras localidades | Otras localidades | 18 671           |
| Total municipal   | Total municipal   | 25 937           |